# Johann Michael Fleischer
Johann Michael Fleischer (* 5. Februar 1711 in Zschopau; † 9. März 1773 in Renthendorf; auch: Selimenes) war ein deutscher Roman- und Abenteuerautor.

## Leben
Über sein Leben ist nur sehr wenig bekannt. Er scheint an der Universität Halle, an der Universität Leipzig und an der Universität Wittenberg studiert zu haben. An letzterer Akademie erwarb er an der philosophischen Fakultät den akademischen Grad eines Magisters. Daraufhin ging er als Pastor nach Renthendorf, wo er bis zu seinem Lebensende tätig war.
Unter seinem Synonym Selimenes verfasste er theologische Werke, zeittypische Trinksprüche, galant frivole Romane und mehrere Robinsonaden von literaturgeschichtlicher Bedeutung. In seinen Werken ist der Wunsch erkennbar, gesellschaftlich-ökonomische Unwägbarkeiten, durch die geglückte Existenzsicherung eines eigenständigen Individuums zu überbrücken.

## Werkauswahl
- Zuverlässige Nachricht von einem Gespenste, Leipzig 1750
- Der Zustand der Seelen nach dem Tode, Schleiz 1772
- Moralische und scherzhafte gesundheiten …, Freystadt/Breslau 1750
- Der verliebte Journaliste, Frankfurt/Leipzig 1729
- Begebenheiten, Kopenhagen 1731
- Die nordische Lucretia, Frankfurt/Leipzig 1731
- Die wunderbahre und erstaunenswürdige Begebenheiten des Herrn von Lydio …, Frankfurt/Leipzig 1730
- Der isländische Robinson…, Kopenhagen/Leipzig 1755
- Der Färoerische Robinson …, Kopenhagen/Leipzig 1755
- Der Nordische Robinson …, Kopenhagen 1741, Frankfurt/Main 1971
- Der Dänische Robinson, Kopenhagen/Leipzig 1750–1753